# Licoricia av Winchester

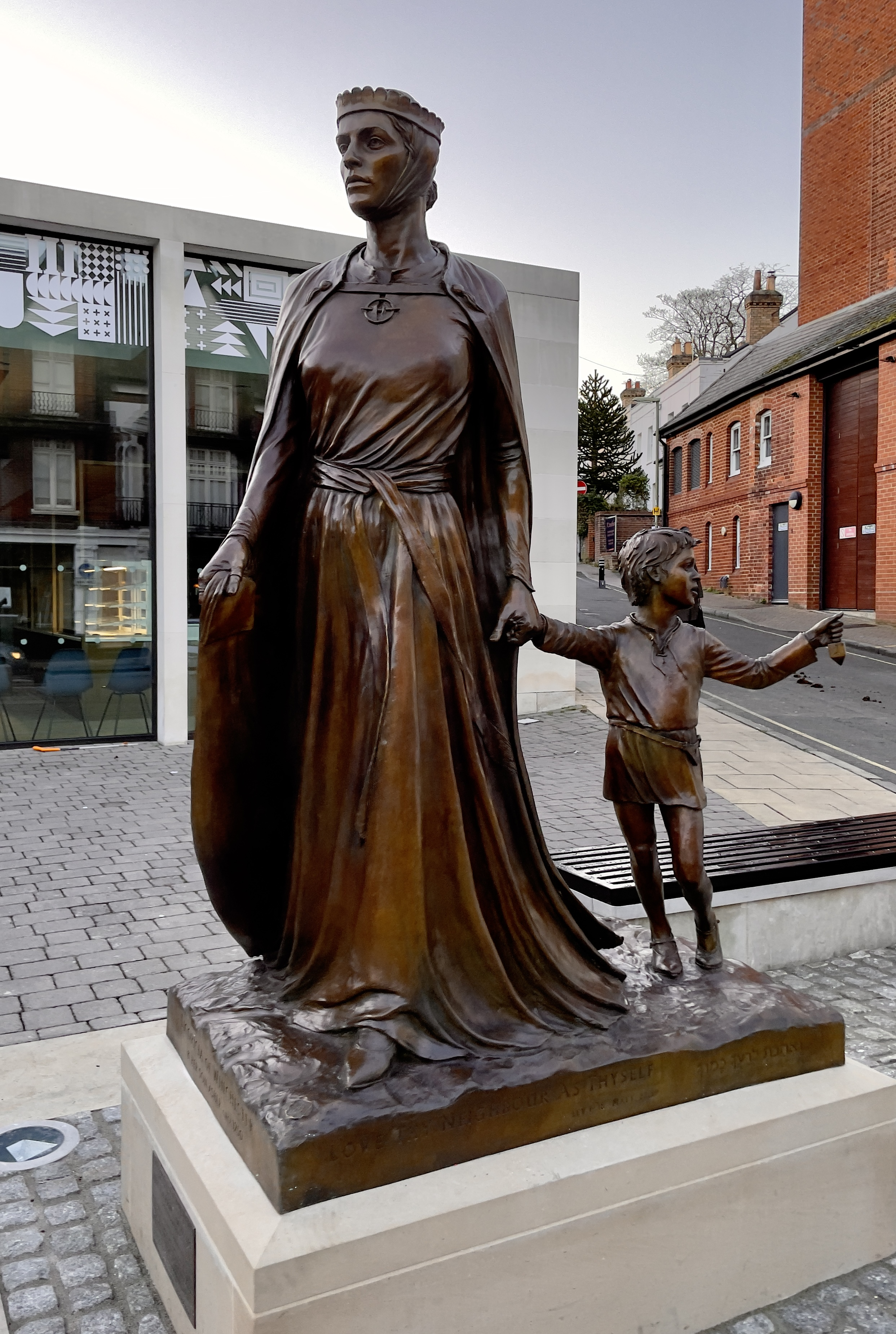
Licoricia av Winchester

Licoricia av Winchester, död 1277, var en judisk-engelsk affärsidkare.
Hon var gift med en pengautlånare i Winchester, och tog över verksamheten vid makens död. Från 1239 omtalas hon som bankir, och kom att bli känd som den rikaste juden i Winchester och en av de rikaste i hela England. 
Hon gifte om sig 1242 med David av Oxford (d. 1244), och blev ännu rikare vid hans död, då hon sattes i förvar av kungen tills hon betalade ut en arvsskatt som bekostade ombyggnaden av Westminster Abbey. Hon bedrev bankverksamhet över hela södra England, ibland ensam och ibland i kompanjonskap med sina söner, och räknade kungafamiljen bland sina kunder. 
Hon mördades vid ett rån tillsammans med sin tjänare Alice, varpå hennes hus plundrades.